# Zinkstearat
Zinkstearat, auch Octadecansäure-Zink-Salz ist das Zinksalz der Stearinsäure. Es gehört damit zu den Metallseifen.

## Eigenschaften
Es ist ein weißes Pulver mit einem Schmelzpunkt von 130 °C, einem Flammpunkt von 277 °C und einer Selbstentzündungstemperatur von 420 °C. Die Molekülmasse beträgt 632,3 g/mol. Zinkstearat ist nicht wasserlöslich.
Bei der Erhitzung von Zinkstearat entsteht Zinkoxid, auch bei der Verbrennung entstehen giftige Dämpfe und Gase. Bei Kontakt mit Zinkstearat können sich die Haut und die Augen röten. Das Einatmen des Pulvers kann Husten und Halsschmerzen zur Folge haben. Ein Verschlucken führt unter Umständen zu Übelkeit, Erbrechen und Durchfall. Beim Hantieren mit Zinkstearat ist deshalb eine Ausbreitung des Staubes zu vermeiden. Ebenso muss auf die Gefahr einer Staubexplosion oder einer elektrostatischen Aufladung geachtet werden.

## Verwendung
Zinkstearat wird als Stabilisator für Emulsionen verwendet.
In der Kartenmagie verwendet man Zinkstearat als Kartenpuder, welches die Gleitfähigkeit von Spielkarten verbessert.
Zinkstearat wird auch als Schmierstoff bei der Kunststoffverarbeitung verwendet. Es verhindert ein Festsitzen von Polyamidteilen untereinander und ist ein Hilfsmittel bei Plastifizierproblemen. Wenn die Plastifizierschnecke das Material nicht richtig einzieht, kann dies durch Zugabe von ca. 0,2 % Zinkstearat verbessert werden, besonders bei Polyamid 6.0.